# Etzella Ettelbruck (féminines)
L'Etzella Ettelbruck est un club de football féminin situé à Ettelbruck au Luxembourg. C'est la section féminine du Etzella Ettelbruck qui est, actuellement, en sommeil.

## Palmarès
- Vainqueur de la Coupe du Luxembourg de football féminin (1) : 2004
- Finaliste de la Coupe du Luxembourg de football féminin (2) : 2002 - 2003